# Gianni Meersman
Gianni Meersman (Meulebeke, 5 december 1985) is een Belgisch voormalig wielrenner. Hij is de zoon van de voormalige wielrenner Luc Meersman en kleinzoon van de wielrenner Maurice Meersman.
Meersman reed in 2007 voor Discovery Channel en boekte in zijn eerste jaar al direct 2 overwinningen. In Amerika won de Belg een etappe in de Ronde van Georgia. Enkele maanden later was de Belg de sterkste in een rit in de Ronde van Oostenrijk. Vanaf 2008 kwam hij uit voor Française des Jeux, omdat zijn vorige ploeg (Discovery Channel) geen sponsor meer vond. Bij deze ploeg werd hij in 2009 11e in Kuurne-Brussel-Kuurne en reed hij zijn eerste en enige Tour.
In 2012 kwam Meersman uit voor het Belgische Lotto-Belisol. Dat jaar leek hij definitief door te breken met winst in Parijs-Nice. Hij werd toen ook derde in de Classica San Sebastian, won een rit in de Ronde van de Algarve en werd er 10e in het eindklassement. Dat jaar mocht Meersman naar het WK, waar hij in een kopgroep wegreed van het peloton, maar uiteindelijk teruggegrepen werd. Nadien hielp hij Philippe Gilbert verder richting de wereldtitel.
Na 1 jaar bij Lotto stapte Gianni over naar Omega Pharma-Quick-Step. Hij won toen 5 koersen, 2x 2 ritten in de rondes van Catalonië en Romandië en de proloog van de Tour de l'Ain. Meersman reed een sterke Dauphiné. In die rittenkoers won hij de sprint van het peloton in de openingsrit. Helaas voor Meersman, was de Canadees David Veillaux voorop. De dag nadien werd hij terug tweede, na Elia Viviani. In rit drie werd hij derde, in de zesde werd hij zesde. De vele ereplaatsen werden beloond met de puntentrui. Op het Belgisch kampioenschap kwam Meersman als tweede over de streep. 
Ook in 2014 won Meersman de proloog in de Tour de l'Ain. Daarnaast won hij ook de tweede rit, won een rit, het puntenklassement en het eindklassement in de Ronde van Wallonië, en verzamelde toptienplaatsen in onder andere de ZLM Toer, La Drôme Classic en GP Québec. In de eerste rit van Parijs-Nice werd Meersman derde, na Bouhanni en Degenkolb. In het klassement stond hij op 1" van Bouhanni, en veroverde de rit nadien virtueel de gele leiderstrui door 2x 1 bonusseconde op te rapen onderweg. In die rit viel Meersman zwaar op 9 km van het einde. Op adrenaline kwam hij achter de volgwagen terug in het peloton met nog 3 km te gaan. Leiderstrui gered denk je dan, maar Meersman kreeg een tijdsstraf van 1'10", en ging na de rit naar het ziekenhuis in België. 
2015 begon goed voor Meersman, met winst in de eerste editie van de Cadel Evans Great Ocean Road Race. Hij won de sprint van een kopgroep met onder anderen de afscheidnemende Cadel Evans, die 5e werd. Verder dat voorjaar werd hij 2e in Le Samyn, won hij Handzame  Classic en de eerste rit in de Ronde van de Algarve.
Eind 2016 won Meersman 2 ritten in de Vuelta. Helaas moest hij na dit sportieve hoogtepunt op 31-jarige leeftijd zijn carrière vroegtijdig stopzetten wegens hartritmestoornissen.  
Na zijn actieve wielercarrière werd hij ploegleider bij het veldritteam Marlux-Napoleon Games. In 2021 werd hij ploegleider bij Alpecin-Fenix.

## Palmares

### Overwinningen
2004 - 1 zege
Circuit de Wallonie
2007 - 2 zeges
3e etappe Ronde van Georgia
5e etappe Ronde van Oostenrijk
2008 - 1 zege
 Jongerenklassement Ster van Bessèges
4e etappe Ronde van Wallonië
2011 - 2 zeges
2e etappe Circuit des Ardennes
 Eindklassement Circuit des Ardennes
2012 - 2 zeges
1e etappe Ronde van de Algarve
4e etappe Parijs-Nice
2013 - 5 zeges
1e en 2e etappe Ronde van Catalonië
1e en 3e etappe Ronde van Romandië
 Puntenklassement Critérium du Dauphiné
Proloog Ronde van de Ain
2014 - 5 zeges
Trofeo Platja de Muro
5e etappe Ronde van Wallonië
  Eind -en puntenklassement Ronde van Wallonië
Proloog en 2e etappe Ronde van de Ain
2015 - 3 zeges
Cadel Evans Great Ocean Road Race
1e etappe Ronde van de Algarve
Handzame Classic
2016 - 2 zeges
2e en 5e etappe Ronde van Spanje

### Resultaten in voornaamste wedstrijden
| Jaar | Ronde van Italië | Ronde van Frankrijk | Ronde van Spanje |
| ---- | ---------------- | ------------------- | ---------------- |
| 2008 |                  |                     | opgave           |
| 2010 |                  |                     | 96e              |
| 2011 |                  | 77e                 |                  |
| 2012 | opgave           |                     | 57e              |
| 2013 |                  |                     | 58e              |
| 2014 |                  |                     |                  |
| 2015 | opgave           |                     |                  |
| 2016 |                  |                     | 111e (2)         |

| Jaar | Milaan-San Remo | Gent-Wevelgem | Ronde van Vlaanderen | Amstel Gold Race | Luik-Bast.‑Luik | Ronde van Lombardije | Brabantse Pijl | Clásica San Sebastián | Eschborn-Frankfurt |  | WK op de weg |  | Wereldranglijsten |
| ---- | --------------- | ------------- | -------------------- | ---------------- | --------------- | -------------------- | -------------- | --------------------- | ------------------ |  | ------------ |  | ----------------- |
| 2008 | opgave          | 153e          | opgave               |                  |                 |                      |                |                       |                    |  |              |  |                   |
| 2010 |                 |               |                      | opgave           | opgave          |                      |                |                       |                    |  |              |  |                   |
| 2011 | 78e             |               |                      |                  | opgave          |                      | 8e             |                       |                    |  |              |  |                   |
| 2012 |                 |               |                      | 39e              |                 | opgave               |                | ↑                     |                    |  | 90e          |  | 71e (UWT)         |
| 2013 |                 |               |                      | 89e              |                 |                      |                |                       | 6e                 |  |              |  | 85e (UWT)         |
| 2014 |                 |               |                      |                  |                 |                      |                | opgave                |                    |  |              |  |                   |
| 2015 |                 |               |                      | 73e              |                 |                      | 26e            |                       |                    |  |              |  |                   |
| 2016 |                 |               |                      | 88e              |                 |                      | 36e            |                       |                    |  |              |  |                   |

| Resultaten in kleinere rondes |                      |             |                     |                    |                       |                    |                  |
| Jaar                          | Ronde van de Algarve | Parijs-Nice | Ronde van Catalonië | Ronde van Romandië | Critérium du Dauphiné | Ronde van Wallonië | Ronde van de Ain |
| 2007                          |                      |             |                     |                    |                       |                    |                  |
| 2008                          | opgave               |             |                     |                    |                       | 52e (1)            |                  |
| 2009                          | 20e                  |             |                     | 135e               |                       |                    |                  |
| 2010                          |                      |             |                     |                    |                       | 27e                |                  |
| 2011                          |                      |             |                     |                    |                       |                    |                  |
| 2012                          | 10e (1)              | 26e (1)     |                     | opgave             |                       | 2e                 |                  |
| 2013                          |                      | opgave      | 80e (2)             | opgave (2)         | 46e                   |                    | opgave (1)       |
| 2014                          |                      | opgave      |                     |                    | opgave                | (1)                | 49e (2)          |
| 2015                          | 90e (1)              |             |                     |                    |                       |                    |                  |

## Ploegen
- 2007- Discovery Channel
- 2008- La Française des Jeux
- 2009- Française des Jeux
- 2010- Française des Jeux
- 2011- FDJ
- 2012- Lotto-Belisol
- 2013- Lotto-Belisol (tot 19/02)
- 2013- Omega Pharma-Quick-Step (vanaf 20/02)
- 2014- Omega Pharma-Quick-Step
- 2015- Etixx-Quick Step
- 2016- Etixx-Quick Step